# Third Eye Blind
Third Eye Blind (также используется аббревиатура 3eb) — американская альтернативная рок-группа, образованная в начале 1990-х в Сан-Франциско. Группа состоит из Стефана Дженкинса (вокал, гитара) и Брэда Харгривза (ударные). Гитарист Криз Рейд и басист Абе Миллетт заменили недавно покинувших группу Тони Фредианелли и Ариона Салазара, хотя подтверждения их официального статуса участников «Third Eye Blind» не поступало.
Дебютный одноимённый альбом «Third Eye Blind» принёс группе успех в 1997 году, ещё через 2 года вышла пластинка «Blue», после чего из группы со скандалом был изгнан гитарист Кевин Кадоган. В 2003 году был выпущен альбом «Out of the Vein», а в 2008 — EP «Red Star». 17 августа 2009 года, после шестилетнего перерыва, вышел четвёртый студийный альбом «Ursa Major». Летом 2010 года «Third Eye Blind» записала альбом Ursa Minor, который выйдет в 2011 году.

## История

### Начало
Группа записала своё первое демо в 1993 году. Вторым демо в 1995 году «Third Eye Blind» обратила на себя внимание лейбла «Arista Records», который пригласил их в Нью-Йорк. На ранних концертах группа подвешивала над фанатами пиньяту, и в какой-то момент фронтмен выпускал из неё живых сверчков. Группа получила название благодаря идее существования «третьего глаза», книгу о которой читал Дженкинс. Остальные члены коллектива не возражали. В апреле 1996 года, после встречи Дженкинса с менеджером «Epic Records» Дэйвом Мэсси, «Third Eye Blind» была приглашена разогревать публику перед концертом «Oasis» на «Bill Graham Civic Auditorium». Неожиданно группа была вызвана фанатами на бис, и организаторы концерта удвоили гонорар участников. Дальше был записан удачный кавер на Bohemian Rhapsody «Queen», после которого началась борьба крупных лейблов за контракт с группой. В итоге «Third Eye Blind» подписала контракт с Сильвией Рон из «Elektra Records», так как она обещала им наибольшую творческую свободу.

### Успех
Первый альбом, «Third Eye Blind», вышел весной 1997 года, 5 треков с него стали синглами. Первый из них, Semi-Charmed Life, до сих пор остаётся для группы самым успешным. Альбом достиг четвёртой позиции «Billboard Hot 100» и 8 недель возглавлял чарт «Modern Rock Tracks». Группа также исполнила How's It Going to Be на «Saturday Night Live». На сегодняшний день этот альбом является самым успешным для группы: только в США было продано 6 миллионов копий. 4 песни альбома были записаны совместно с ударником «Smash Mouth» Майком Урбано. В этот же период «Third Eye Blind» выступала на разогреве «PopMart Tour» U2.
В 1999 году группа выпустила второй альбом, «Blue». Он не повторил успеха предыдущего, но в первую неделю было продано 75 тысяч в первую неделю, и 1,25 миллиона в США к 2003 году. Из четырёх синглов с альбома наиболее успешным стал Never Let You Go. В начале 2000 года участники группы изгнали из неё Кевина Кадогана, который после этого подал в суд на лейбл, требуя отчислений за авторские права. Инцидент был урегулирован в 2002 году, подробности не разглашаются.

### Перерыв
После завершения крупного международного тура, в 2001—2002 годах группа взяла перерыв. Она выступала лишь на благотворительных концертах вроде «Tiger Woods Foundation» и «Breathe Benefit Concert» в Лос-Анджелесе, во многом потому, что у матери Дженкинса диагностировали рак груди. Во время перерыва участники группы занимались строительством студии звукозаписи, на которой должен был быть записан следующий альбом.

### Проблемы с лейблом
В 2003 году группа выпустила альбом «Out of the Vein». Он продавался хуже остальных, 500 тысяч копий на март 2007 года. Вскоре «Elektra Records» был поглощён «Atlantic Records». В мае 2004 года «Warner Music» (владелец «Atlantic Records») разорвал контракты с 80 исполнителями, в том числе с «Third Eye Blind». Крейг Колмэн, шеф «Atlantic Records», решил поступить так, чтобы сконцентрировать усилия на самых успешных исполнителях. Лишь на одну песню с альбома, Blinded, успели снять видеоклип. Для группы наступил тяжёлый период, 6 лет после «Out of the Vein» она не выпускала полноценных альбомов.

### Последние годы
На десятилетие первого альбома группа дала 2 концерта и объявили о скором выпуске концертного альбома, но он так и не вышел. В ноябре 2008 года вышел EP «Red Star» с синглом Non-Dairy Creamer. В августе 2009 года «Third Eye Blind» выпустила долгожданный четвёртый альбом, «Ursa Major» (первоначальное название — «The Hideous Strength»). Он был записан на собственном лейбле группы (Mega Collider Records) и занял самые высокие для неё позиции в чартах. В 2009 году также вышли 2 сингла, ни один из которых не попал в радиочарты. Также был анонсирован альбом «Ursa Minor», который будет содержать песни того же стиля. В 2010 году группу вновь со скандалом из-за денег из группы выбыл Тони Фредианелли.

## Дискография

### Студийные альбомы
- Third Eye Blind (1997)
- Blue (1999)
- Out of the Vein (2003)
- Ursa Major (2009)
- Ursa Minor (2011)

### EP
- Red Star (2008)

## Награды
- Победа в номинации «Лучшая альтернативная рок-песня» «Billboard Music Award» за трек Semi-Charmed Life (1997).
- Номинации на «American Music Award» как «Лучший новый артист (поп/рок)» и «Лучший артист (альтернатива)» (1998).